# 駐日ジブチ共和国大使館

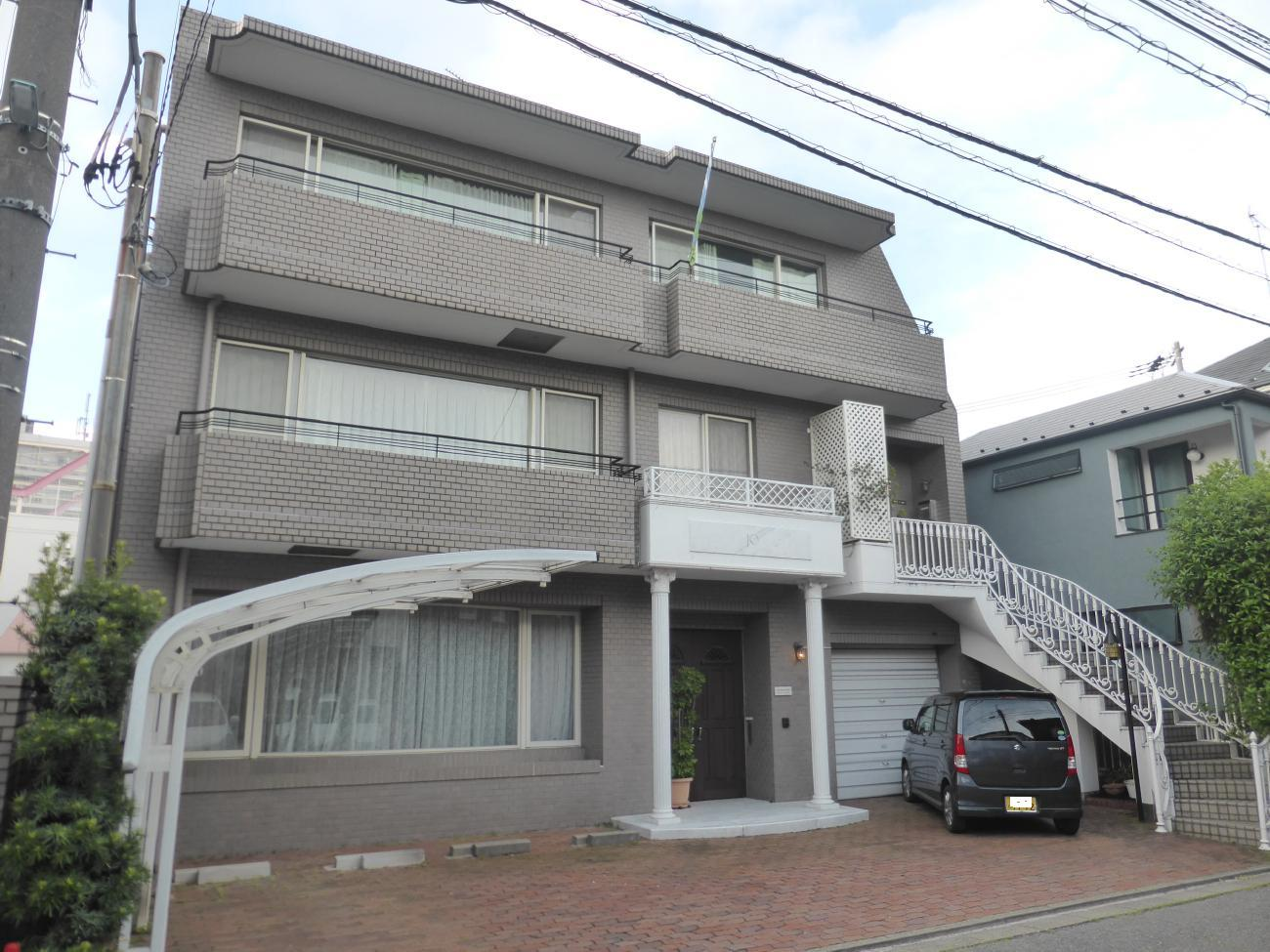
旧ジブチ大使館の全景（2020年5月）

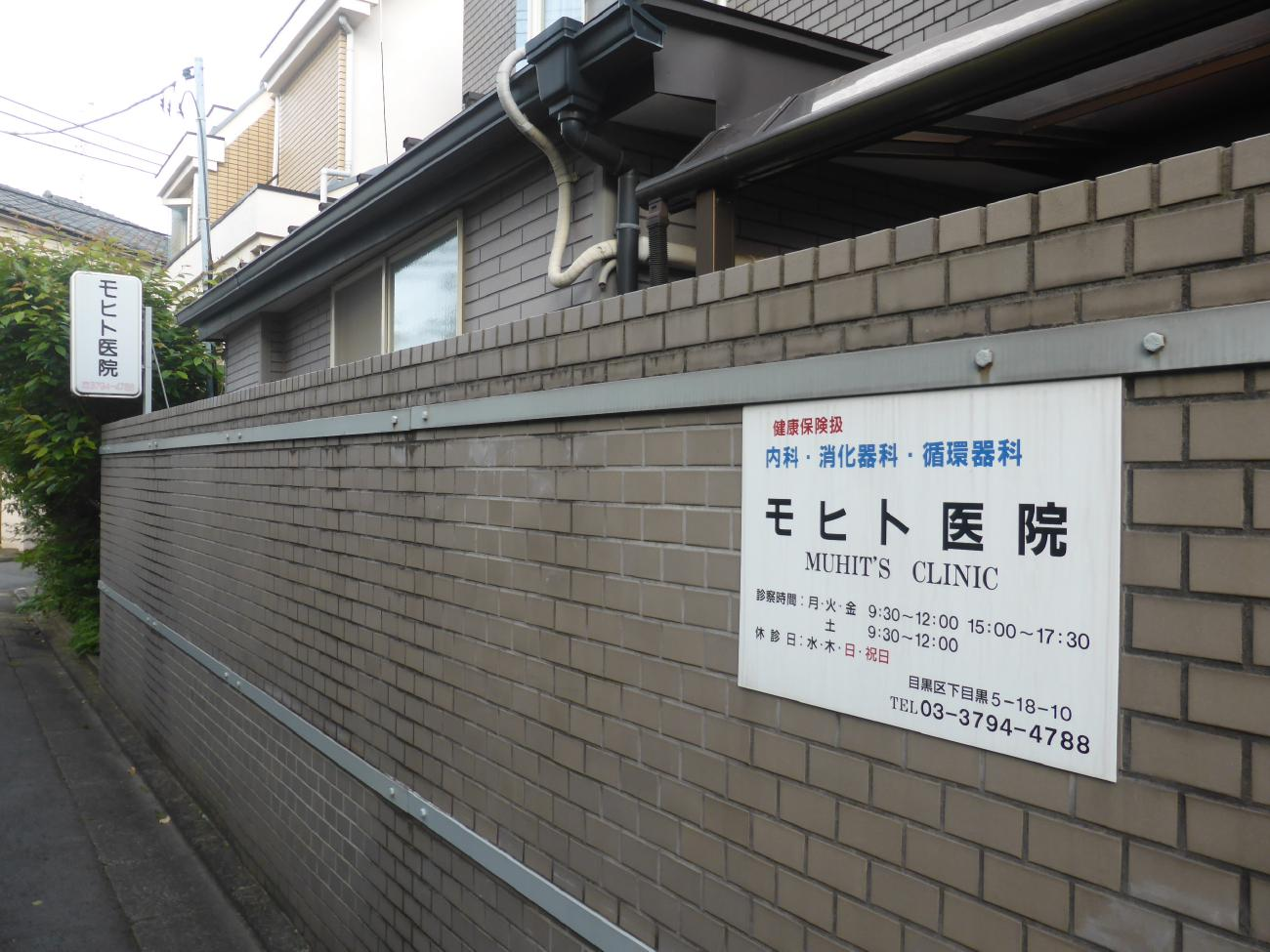
旧ジブチ大使館裏はクリニック（2020年5月）

駐日ジブチ共和国大使館（ちゅうにちじぶちきょうわこくたいしかん、アラビア語: سفارة جيبوتي في اليابان、フランス語: Ambassade de Djibouti au Japon、英語: Embassy of Djibouti in Japan）は、ジブチの大使館である。在東京ジブチ大使館（アラビア語: سفارة جيبوتي في طوكيو、フランス語: Ambassade de Djibouti à Tokyo、英語: Embassy of Djibouti in Tokyo）とも言う。
1977年6月27日、日本がジブチの独立を承認。1978年8月24日に両国間の外交関係が樹立され、1989年4月に大使館が開設された。

## 所在地
2020年の半ば頃より、下記の住所で運営されている。旧住所は「目黒区下目黒5-18-10」であった。
| 日本語           | 〒141-0001 東京都品川区北品川5-13-1                 |
| フランス語・英語 | 5-13-1, Kitashinagawa, Shinagawa-ku, Tokyo 141-0001 |

## 大使
2021年10月27日より、イブラヒム・ビレ・ドゥアレが特命全権大使を務めている。

## 管轄
日本全土に加えて、インドネシア、オーストラリア、シンガポール、タイ、大韓民国、ニュージーランド、フィリピン、ベトナム及びマレーシアも管轄。

## 著名な在勤者
- ヤシン・フセイン・ドワレ